# Випуск'97
«Випуск'97» — український короткометражний фільм 2017 року, поставлений режисером Павлом Остріковим. Світова прем'єра стрічки відбулася 21 липня 2017 на 8-му Одеському міжнародному кінофестивалі, де вона здобула головний приз в національній короткометражній програмі. Фільм також отримав приз на 70-му міжнародному кінофестивалі в Локарно як найкращий короткометражний фільм за версією молодіжного журіУ 2018 році стрічка отримала українську національну кінопремію «Золота дзиґа» в категорії «Найкращий ігровий короткометражний фільм»..
Фільм увійшов до альманаху короткометражних фільмів «Українська Нова Хвиля: Runaway», який вийшов в український кінопрокат 12 квітня 2018 року.

## Сюжет
Телемайстер Роман заробляє собі на життя ремонтом телевізорів та продажем польських антен на ринку, але одного разу його самотність порушує приїзд до провінційного містечка однокласниці Люди. У шкільні роки Роман кохав її, але після випуску ніхто про неї не чув уже понад двадцять років. Роман запрошує її до себе, щоб пригостити вином та згадати старі часи, адже за цей час багато що змінилось. Вони постарішали, їхні мрії так і не збулися в реальному житті, а майбутнє нічого доброго не несе. Впродовж одного вечора двоє самотніх стають ближчими, і Роман зробить все, щоб хоча б зараз вони були разом.

## У ролях
| • Олександр Пожарський | … | Роман |
| • Олеся Островська     | … | Люда  |
| • Людмила Саченко      | … |       |
| • Оксана Ільницька     | … |       |
| • Віктор Ліщинський    | … |       |
| • Дмитро Вікулов       | … |       |
| • Наталія Радченко     | … |       |

## Нагороди та номінації
| Список нагород та номінацій                   | Список нагород та номінацій | Список нагород та номінацій                                        | Список нагород та номінацій | Список нагород та номінацій | Список нагород та номінацій |
| Кінопремія                                    | Дата церемонії              | Категорія                                                          | Номінант(и)                 | Результат                   | Дж                          |
| --------------------------------------------- | --------------------------- | ------------------------------------------------------------------ | --------------------------- | --------------------------- | --------------------------- |
| Одеський міжнародний кінофестиваль            | 2017                        | Найкращий короткометражний фільм                                   | Випуск'97                   | Перемога                    | [ 1 ]                       |
| 70-й Міжнародний кінофестиваль у Локарно      | 2017                        | Золотий приз «Леопарди майбутнього»                                | Випуск'97                   | Номінація                   | [ 2 ]                       |
| 70-й Міжнародний кінофестиваль у Локарно      | 2017                        | Приз молодіжного журі за найкращий короткометражний фільм          | Випуск'97                   | Перемога                    | [ 2 ]                       |
| Молодість. Пролог–47                          | 2017                        | Гран-прі «Золотий Скіфський олень»                                 | Випуск'97                   | Перемога                    | [ 7 ]                       |
| Премія «Золота дзиґа»                         | 20.04.2018                  | Найкращий ігровий короткометражний фільм                           | Випуск'97                   | Перемога                    | [ 8 ] [ 4 ]                 |
| Асоціація кінокритиків НСКУ                   | 2018                        | Диплом за «Найкращий український короткометражний фільм 2017 року» | Випуск'97                   | Перемога                    | [ 9 ]                       |
| 7-й Міжнародний кінофестиваль «Корона Карпат» | 2018                        | Приз за найкращий короткометражний фільм                           | Випуск'97                   | Перемога                    | [ 10 ]                      |
| Європейський кіноприз                         | 15.12.2018                  | Найкращий короткометражний фільм                                   | Випуск'97                   | Номінація                   | [ 11 ]                      |